# Fiscaal recht
Belastingrecht of fiscaal recht is het geheel aan regels over de heffing en de invordering van belastingen. Het belastingrecht is onderdeel van het publiekrecht en wordt daarbinnen soms onder het bestuursrecht gerekend.

## Europees fiscaal recht
De douanewetgeving in de Europese Unie wordt voor alle lidstaten rechtstreeks geregeld door het Communautair Douanewetboek. De rechtstreekse werking van het Europese douanerecht wordt bewerkstelligd doordat het recht is vervat in rechtstreeks werkende Europese verordeningen.
Daarnaast kan de rechtstreekse werking van het Europees recht ook zijn invloed hebben op andere belastingen. Met name het verbod op discriminatoire beperkingen van de vrijheden van personen, diensten en goederenverkeer kan op deze wijze doorwerken in het nationale belastingrecht, en zelfs in het internationale belastingrecht. 
Voorbeeld: Land A is EU lidstaat en belast migranten die naar een andere EU-lidstaat verhuizen in het jaar van migratie voor inkomsten die normaal gesproken onbelast zijn. Dit is een discriminerende belemmering die strijdig is met de vrijheden van het Europees Verdrag die uitgewerkt zijn in diverse richtlijnen. Wanneer een immigrant de belasting niet wil betalen en zich voor de rechter hierop beroept, zou dit tot een prejudiciële vraag kunnen leiden. Het Europees Hof van Justitie kan dan deze regel strijdig met het Europees recht verklaren. De rechter en overheid van land A mogen deze regel vanaf dat moment niet meer toepassen.
De wetgever moet hierdoor al bij het opstellen van belastingwetgeving rekening houden met de implicaties van het Europees recht. Zelfs bij het opstellen van belastingverdragen met andere (EU-) landen moet hiermee rekening worden gehouden. In verschillende arresten heeft het Europees Hof van Justitie dan ook belastingwetgeving strijdig geacht met het Europees recht. Momenteel is een discussie gaande over de zogenaamde conserverende aanslag.

## Nederlands fiscaal recht
Het belastingrecht is een onderdeel van het bestuursrecht en valt als zodanig onder de Algemene wet bestuursrecht. De belastingen die in het hele land gelden, heten rijksbelastingen. De heffing van die belastingen is geregeld in de Algemene wet inzake rijksbelastingen (AWR). Daarnaast mogen de lagere overheden (provincies, gemeenten, waterschappen en openbare lichamen BES) hun eigen belastingen heffen zoals de onroerendezaakbelasting.

### Belastingdienst
De uitvoering van de belastingwetten is overgelaten aan de Belastingdienst. De Belastingdienst heeft diverse functies. Niet alleen moeten zij de belastingwetten uitvoeren en dus bijvoorbeeld vaststellen hoe hoog de belastingschuld van een belastingplichtige is, maar zij moet ook de belastingschulden innen. Daarnaast is de Belastingdienst verantwoordelijk voor de toekenning en uitkering van toeslagen. De uitvoering van de belastingwet is overgelaten aan de inspecteur en het innen van de belastingschulden aan de ontvanger.

### Belastingheffing
De heffing van rijksbelastingen wordt geregeld in belastingwetten. Voor vrijwel elke soort belasting is er een aparte wet. De bekendste zijn de Wet inkomstenbelasting 2001, de Wet op de loonbelasting 1964, de Wet op de omzetbelasting 1968 en de Wet op de vennootschapsbelasting 1969. Deze wetten worden wel heffingswetten genoemd. Als uitvloeisel van de Algemene wet bestuursrecht is er de overkoepelende wet Algemene wet inzake rijksbelastingen. Daarin staan algemene regels die voor de heffing van de rijksbelastingen gelden. Deze regels gaan onder meer over de verplichting tot het doen van aangifte en tot het beantwoorden van vragen van de belastinginspecteur, de manier waarop en de termijn waarbinnen belastingaanslagen moeten worden opgelegd en hoe en binnen welke termijn een bezwaarschrift kan worden ingediend tegen een belastingaanslag. Naast al deze wetten vormen internationale verdragen, rechtspraak van de belastingrechter en vele beleidsregels van de Staatssecretaris van Financiën belangrijke rechtsbronnen van het belastingrecht.

### Invordering van belastingen
De invordering van belastingen is geregeld in de invorderingswet. In deze wet zijn onder meer geregeld de betalingstermijnen die gelden voor de verschillende belastingaanslagen en de dwangmiddelen die de ontvanger der belastingen kan toepassen. Zo kan de ontvanger beslag laten leggen op het salaris of de bezittingen van een belastingschuldige en kan hij derden aansprakelijk stellen voor een belastingschuld. Bekende voorbeelden van een dergelijke aansprakelijkheid zijn de ketenaansprakelijkheid in de bouwwereld en de bestuurdersaansprakelijkheid voor directeuren van vennootschappen

### Directe en indirecte belastingen
De verschillende belastingen zijn te verdelen in directe en indirecte belastingen.
Directe belastingen zijn belastingen die geheven worden op duurzame toestanden gedurende een bepaalde referentieperiode, bijvoorbeeld de personenbelasting (waarbij iedere rijksinwoner belast wordt op zijn totale inkomen van het afgelopen jaar) in België of de loonbelasting en inkomstenbelasting in Nederland. Ook de vennootschapsbelasting is een directe belasting. Het feit dat bij de Nederlandse loonbelasting de belastingplichtige (de werknemer) verschilt van de inhoudingsplichtige (de werkgever) doet niet af aan het directe karakter van de belasting. 
Bij de indirecte belastingen wordt een kortstondig feit belast. De bekendste indirecte belasting is de omzetbelasting, ook wel aangeduid met BTW. De omzetbelasting wordt geacht te drukken op de consument; hij betaalt een hogere prijs voor het door hem afgenomen product. De consument is degene op wie in de praktijk de belastinglast drukt. Het is echter de winkelier, de inhoudingsplichtige, en formeel de belastingplichtige, die de belasting afdraagt aan de fiscus. Andere voorbeelden van indirecte belastingen zijn accijnzen en douaneheffingen.

### Aangifte- en aanslagbelastingen
De Algemene wet inzake rijksbelastingen (AWR) geeft twee mechanismen voor de vaststelling van de (formele) belastingschuld. Het onderscheid is van belang voor de rechten en plichten van de belastingplichtige (of inhoudingsplichtige) en inspecteur.
Aanslagbelastingen (art. 11-18a AWR) zijn de belastingen waarbij de inspecteur een aanslag oplegt. De belastingplichtige dient een aangifte in die vervolgens door de inspecteur wordt beoordeeld. De inspecteur stelt de belastingschuld vast en stuurt de belastingplichtige een aanslagbiljet met daarop het door hem te betalen bedrag aan belasting. Indien de belastingplichtige niet tevreden is met de aanslag, kan hij een bezwaarschrift indienen bij de inspecteur.  Wanneer de inspecteur na het vaststellen van de aanslag (of het besluit om geen aanslag op te leggen) vermoedt dat de aanslag ten onrechte niet of op een te laag bedrag is vastgesteld, kan hij het meerdere bijheffen door een navorderingsaanslag op te leggen (art. 16 AWR). Voorbeelden van aanslagbelastingen zijn de inkomstenbelasting, vennootschapsbelasting en de schenk- en erfbelasting.
Aangiftebelastingen (art. 19-20 AWR) zijn de belastingen waarbij de belastingplichtige of inhoudingsplichtige zelf de belastingschuld vaststelt. Door een aangifte in te dienen en het verschuldigde bedrag te betalen formaliseert de belastingplichtige of inhoudingsplichtige zelf de belastingschuld. De inspecteur heeft slechts een toezichthoudende rol. De belastingplichtige kan zijn fouten corrigeren door het doen van een suppletie-aangifte of door bij de inspecteur een bezwaarschrift in te dienen tegen zijn eigen aangifte. De inspecteur kan niet of te weinig afgedragen belasting bijheffen door middel van een naheffingsaanslag (art. 20 AWR). Voorbeelden van aangiftebelastingen zijn de omzetbelasting en loonbelasting.

### Jurisprudentie
Zie hier een lijst van rechterlijke uitspraken omtrent belastingen.

## Belgisch fiscaal recht
België kent een aantal fiscale wetboeken:
- Wetboek van de inkomstenbelastingen 1992
- Wetboek van de met de inkomstenbelastingen gelijkgestelde belastingen
- btw-Wetboek
- Wetboek der registratie-, hypotheek- en griffierechten - Vlaams gewest
- Wetboek der registratie-, hypotheek- en griffierechten - Waals gewest
- Wetboek der registratie-, hypotheek- en griffierechten - Brussels Hoofdstedelijk gewest
- Wetboek der successierechten - Vlaams gewest
- Wetboek der successierechten - Waals gewest
- Wetboek der successierechten - Brussels Hoofdstedelijk gewest
- Wetboek diverse rechten en taksen

Deze worden verder uitgewerkt in koninklijke besluiten van de federale regering of decreten van de deelstaten (gewesten en gemeenschappen).  
De volledige federale regelgeving is online te vinden in de fiscale gegevensbank van de Federale Overheidsdienst Financiën. Deze bevat alle wetgeving, administratieve commentaar, circulaires, forfaits, parlementaire vragen, rechtspraak, vakcursussen enz.
Niet alle belastingwetgeving is echter opgenomen in een fiscaal wetboek. Ook afzonderlijke wetten kunnen fiscale maatregelen bevatten.
Naast deze federale en deelstatelijke belastingen hebben ook lokale overheden (gemeenten en provincies) belastingbevoegdheid.

## Internationale aspecten
Zie voor de internationale aspecten van het fiscale recht (met nadruk op de directe belastingen): belastingverdrag.